# Мануель Маруланда
Педро Антоніо Марін (ісп. Pedro Antonio Marín, 12 травня 1930 — 26 березня 2008) — відомий як команданте Мануель Маруланда Велес (Manuel Marulanda Vélez), або Тиро Фіхо (Tirofijo, ісп. Снайпер). Засновник і беззмінний лідер Революційних збройних сил Колумбії — Армії Народу («Fuerzas Armadas Revolucionarias de Colombia — Ejército del Pueblo», FARC-EP, РЗСК-АН).

## Біографія
Народився в західній Колумбії, департамент Кіндіо, в сім'ї селян — збирачів кави. З 1940-х років підтримував колумбійську Ліберальну партію. В ході так званого періоду «Насильства» (La Violencia, 1948—1958 роки, активне протистояння Ліберальної та Консервативної партій Колумбії) брав участь в герильї, однак згодом розчарувався у діяльності лібералів, ставши прихильником Комуністичної партії Колумбії.
У 1964 році очолив загін з 47 селян на півдні департаменту Толіма (Колумбія), виступивши проти урядових військ, направлених в департамент в рамках т. зв. «Плану Лассо» для придушення мирних політичних виступів жителів департаменту. Виступ загону Маруланди започаткував створення Революційних збройних сил Колумбії, які оголосили себе збройним крилом Комуністичної партії і ставлять за мету політичне і соціальне визволення Колумбії.
Протягом більш ніж 40 років Маруланда очолював ФАРК, будучи ідейним і військовим керівником колумбійської партизанської війни.
У березні 2006 року генеральний прокурор США Альберто Гонсалес оголосив про нагороду в 5 млн доларів за голову Тиро Фіхо або за повідомлення про його місцезнаходження, яке забезпечило б його упіймання. Попри це, Тиро Фіхо так ніколи і не був спійманий. 26 березня 2008 року він помер від інфаркту міокарда. Його пост Головнокомандувача ФАРК був переданий Альфонсо Кано (Alfonso Cano).